# Woodford (London Underground)

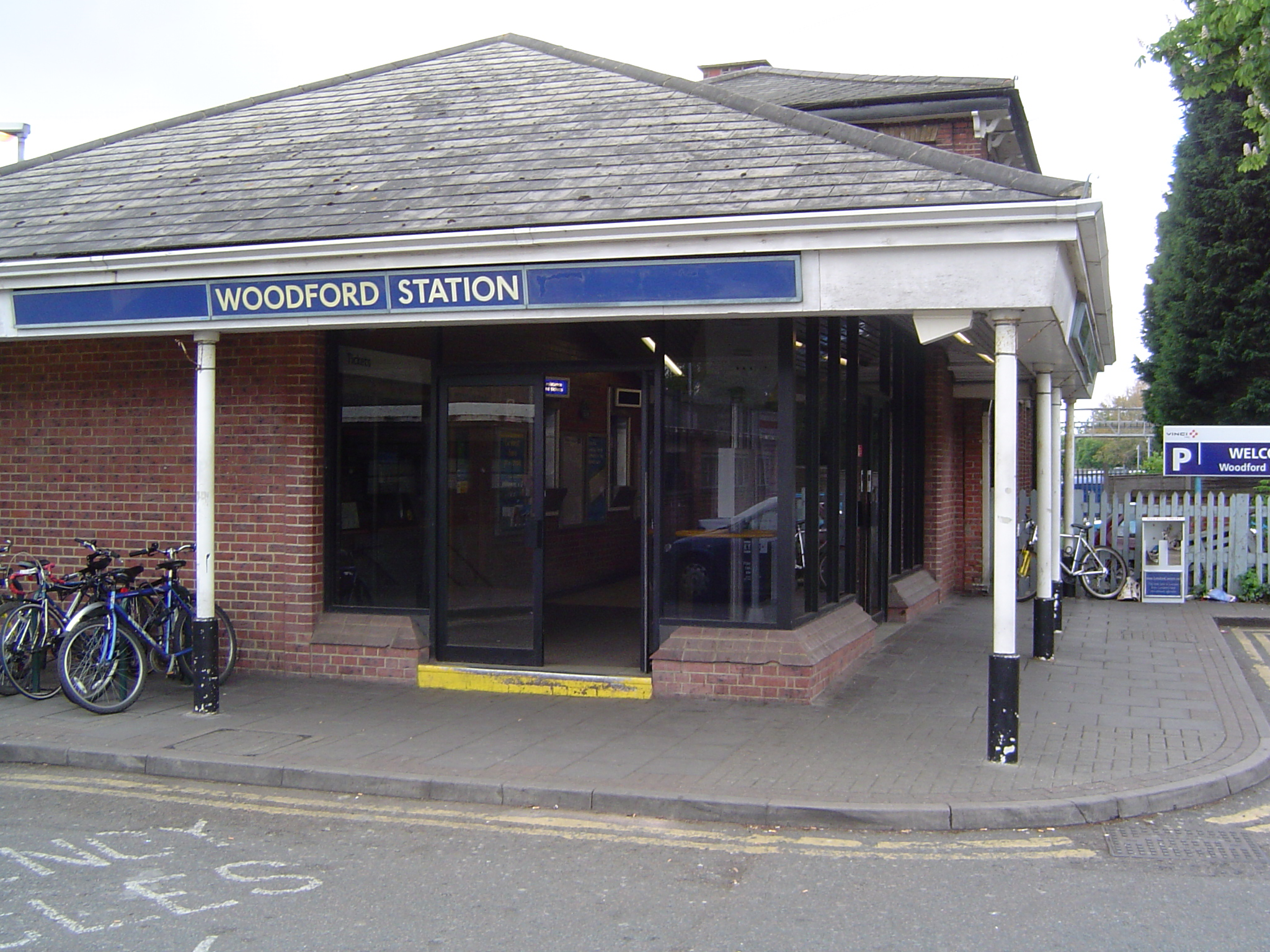
Stationsgebäude

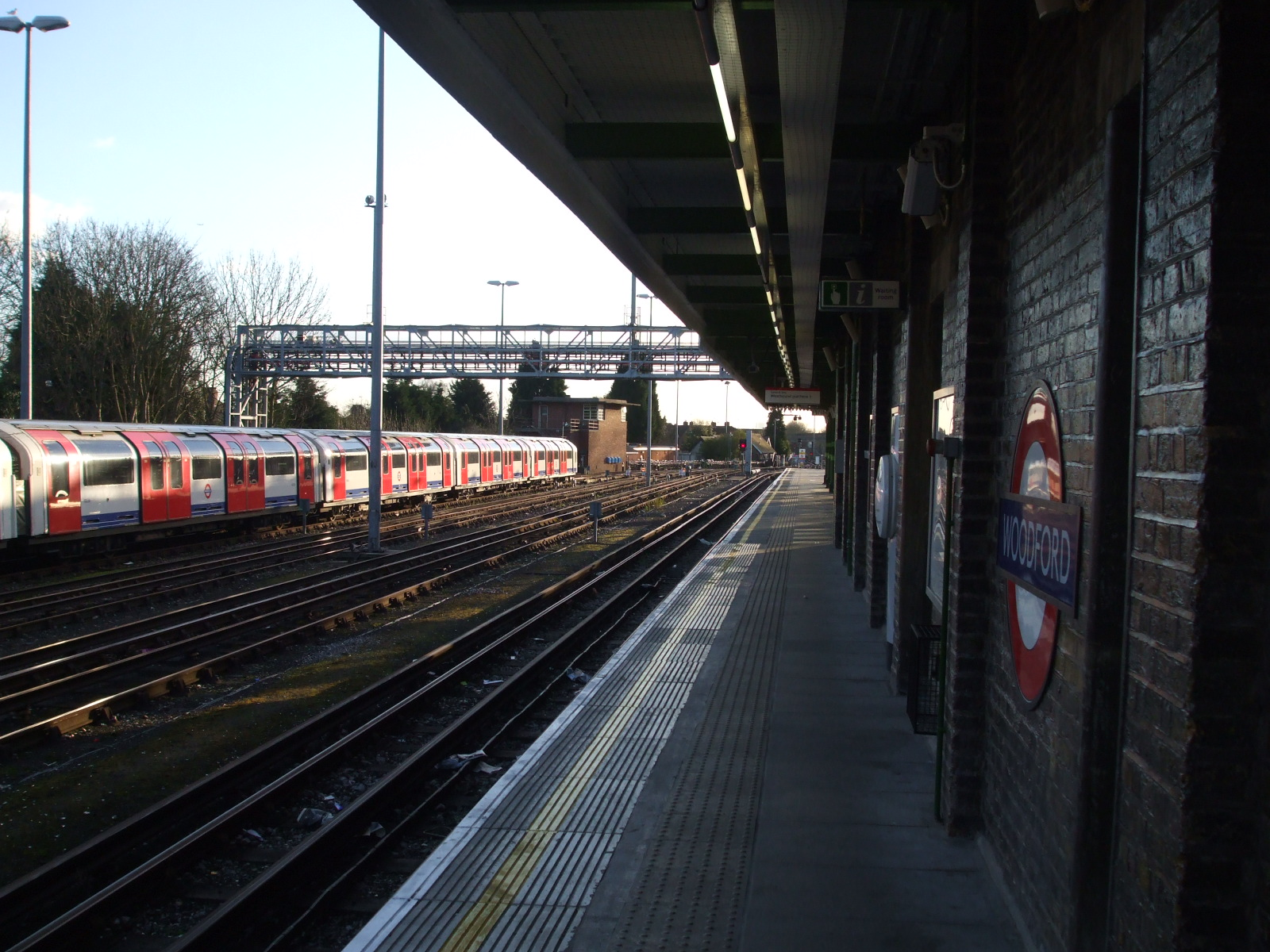
Bahnsteig

Woodford ist eine oberirdische Station der London Underground im Stadtbezirk London Borough of Redbridge. Sie liegt in der Travelcard-Tarifzone 4 an der Snakes Lane. Im Jahr 2014 nutzten 5,87 Millionen Fahrgäste diese von der Central Line bediente Station.
Eröffnet wurde die Station am 22. August 1856 durch die Eastern Counties Railway (ECR), als Teil der neu erbauten Strecke von Stratford nach Loughton, die neun Jahre später bis Ongar verlängert wurde. 1862 ging die ECR in der Great Eastern Railway auf, diese wiederum 1923 in die London and North Eastern Railway.
Nach einigen baulichen Anpassungen, darunter die Aufhebung des niveaugleichen Bahnübergangs an der Snakes Lane, befuhren am 14. Dezember 1947 erstmals U-Bahn-Züge der Central Line die Strecke. Elf Monate lang war hier Endstation und Fahrgäste in Richtung Epping mussten in von Dampflokomotiven gezogene Pendelzüge umsteigen. Schließlich wurde am 21. November 1948 der nördlich anschließende Streckenabschnitt ans U-Bahn-Netz angeschlossen, ebenso die Zweigstrecke in Richtung Hainault.